# Der Dolch des Amon Ra
Der Dolch des Amon Ra (englisch The Dagger of Amon Ra; auch Laura Bow II) ist ein von Sierra Online entwickeltes Point-and-Click-Adventure, das 1992 veröffentlicht wurde. Es ist der Nachfolger von The Colonel’s Bequest und hat erneut die junge Journalistin Laura Bow als Protagonistin.

## Handlung
Die Geschichte ist im New York City der 1920er-Jahre angesiedelt. Laura Bow, eine Absolventin der Tulane University, tritt eine Stelle als Journalistin an und erhält bei ihrem ersten Auftrag die Aufgabe, einen Artikel über den Diebstahl eines ägyptischen Dolchs aus einem Museum zu verfassen. Während sie dazu zunächst erste Erkenntnisse an verschiedenen Orten in New York sammelt, spielt sich der anschließende Hauptteil des Spiels innerhalb des Museums ab, in das Laura zu einem Abendempfang eingeladen wird. Nachdem die ersten Gäste tot aufgefunden werden, ist es Aufgabe des Spielers, die Mordfälle aufzuklären.

## Spielprinzip und Technik
Der Dolch des Amon Ra ist ein Point-and-Click-Adventure. Aus Sprites zusammengesetzte Figuren agieren vor handgezeichneten, teilanimierten Kulissen. Mit der Maus kann der Spieler seine Spielfigur durch die Örtlichkeiten bewegen und mit den Maustasten Aktionen einleiten, die den Spielcharakter mit seiner Umwelt interagieren lassen. Laura kann so Gegenstände finden und sie auf die Umgebung oder andere Gegenstände anwenden sowie mit NPCs kommunizieren. Mit fortschreitendem Handlungsverlauf werden weitere Orte freigeschaltet. Dialoge mit NPCs erfolgen mit Hilfe des Multiple-Choice-Verfahrens.
Im Gegensatz zu Produkten des Konkurrenten LucasArts ist es für Sierra-Spiele aus dieser Zeit typisch, dass eine Lösung unmöglich wird, falls der Spieler an einer früheren Stelle nicht bestimmte Aktionen ausgeführt hat. Hinzu kommt ein sarkastischer Humor, der seine deutlichste Ausprägung darin findet, dass die Spielfigur auf unerwartete und zum Teil banale Weise einen Spieltod erleiden kann. Dies kennzeichnet auch Der Dolch des Amon Ra, wenn auch nicht in dem Maße wie die Teile der Space-Quest-Reihe.

## Produktionsnotizen
Der Dolch des Amon Ra war das zweite und zugleich letzte Spiel mit der Protagonistin Laura Bow. Es verwendet eine 8-Bit VGA-Grafik, die zum Erscheinungstermin des Spiels zeitgemäß war. Im Gegensatz zu The Colonel's Bequest lässt sich das Spiel ausschließlich mit der Maus steuern. Es wurde zunächst nur auf Diskette herausgebracht, 1993 folgte noch eine Version auf CD-ROM mit Sprachausgabe. im Februar 2017 erschien eine auf modernen Windows-Systemen lauffähige Version des Spiels auf der Plattform Gog.com.
Obwohl die Laura-Bow-Reihe nicht fortgesetzt wurde, griff Sierra im ersten Teil von Gabriel Knight, der ein Jahr später veröffentlicht wurde, erneut das Thema Kriminalgeschichte auf. In diesem befinden sich eine Reihe von Anspielungen auf Laura Bow; unter anderem gibt es dort die Tulane University, an der eine achtzigjährige Professorin namens Laura Bow lehrt.

## Rezeption
Aus 4 aggregierten Wertungen erzielt Der Dolch des Amon Ra auf GameRankings einen Score von 73. Die PC Joker lobte Hintergrundgrafik, Animationen und die "witzig-bissigen" Dialoge, kritisierte aber ein teilweise umständliches Gameplay. Das Magazin stellte heraus, die Handlung könne es "auch diesmal wieder mit jedem Agatha-Christie-Krimi aufnehmen". In der Zeitschrift Power Play wurde es im Mai 1992 mit einer Wertung von 69 % bedacht. Die Webseite Adventure Gamers vergab im Jahr 2006 zweieinhalb von fünf möglichen Sternen; kritisiert wurde vor allem die verworrene, teils unlogische Handlung sowie die umständliche Bedienung bei Dialogen.